# Giovanni Ghirotti
Giovanni Ghirotti (Cesena, 16 gennaio 1906 – 15 aprile 1974) è stato un politico italiano.

## Biografia
Laureato in giurisprudenza, avvocato, impegnato in politica con la Democrazia Cristiana. 
Approdò alla Camera in occasione delle politiche del 1948, ma la sua proclamazione fu annullata dopo pochi mesi, venendo sostituito nell'ottobre 1948 da Natale Gorini.
Morì il 15 aprile 1974 all'età di 68 anni.